# ばけばけ
『ばけばけ』は、2025年（令和7年）度後期に放送予定のNHK「連続テレビ小説」第113作の日本のテレビドラマである。小泉八雲（パトリック・ラフカディオ・ハーン）の妻・小泉セツをモデルとするが、原作はなくフィクションとして制作される。主演は髙石あかり、夫役はトミー・バストウが演じる。

## 制作
2024年（令和6年）6月12日に、脚本はふじきみつ彦が担当し、ヒロインとその相手役はどちらもオーディションで決定すると発表された。
10月29日、ヒロインに髙石あかりが起用されることが、NHK大阪放送局にて記者会見により発表された。この記者会見の模様が同日のNHK報道番組『列島ニュース』で生中継される異例の試みが行われた。会見終了後、高石は『列島ニュース』に生出演し、高瀬耕造アナウンサーのインタビューを受け、ヒロインに決まった心境を語った。髙石のヒロイン抜擢は、9人が残った最終オーディションにおける満場一致での決定であり、揉めることはなかったという。応募者数は朝ドラ史上3番目に多い2892人で、髙石は3度目の挑戦だった。
11月27日、ヒロイン松野トキの夫ヘブン役を英国出身の俳優トミー・バストウが務めることが発表された。夫役のオーディション応募総数は1767人で、朝ドラ史上初の外国人を起用した『マッサン』の3倍にのぼった。バストウはドラマ『SHOGUN 将軍』で共演した穂志もえかに本作のオーディションの存在を教えてもらったと話している。発表は、大阪放送局の1階アトリウムにおいて公開形式で行われた。
12月16日、主人公夫妻のモデルである小泉八雲・セツのゆかりの地の松江市で、本作を観光や地域振興につなげるための官民組織「小泉八雲・セツのドラマをイカしてバケる松江推進協議会」が発足した。
2025年（令和7年）2月26日に、出演者発表第一弾として松野家の人々を演じる出演者が発表され、以降3月4日に松江の人々を演じる出演者、4月10日にヒロインの少女期を演じる出演者、4月30日に松野家の親戚・雨清水家の人々を演じる出演者、5月12日に主人公夫妻に影響を与える英語教師を演じる出演者、7月10日にヒロインに教養を教える武家の娘を演じる出演者、8月20日にヒロインの夫の米国の勤め先の新聞社の同僚を演じる出演者が発表された。
3月25日、NHK大阪放送局スタジオでクランクイン。ヒロインの髙石は4月2日に京都市内ロケでクランクインとなった。
4月28日、番組ロゴが公開され、7月1日、公式SNSが開設して予告映像が公開され、7月30日、放送開始日が9月29日となることが発表された。
8月19日、主題歌がハンバート ハンバートの「笑ったり転んだり」になることが発表された。

## 登場人物

### 主人公
松野トキ（まつの トキ）
演 - 髙石あかり（少女期：福地美晴）
本作の主人公。
小泉八雲の妻である小泉セツがモデル。
レフカダ・ヘブン
演 - トミー・バストウ
小泉八雲がモデル。

### 松野家の人々
松野司之介（まつの つかさのすけ）
演 - 岡部たかし
トキの父親。
松野フミ（まつの フミ）
演 - 池脇千鶴
トキの母親。
松野勘右衛門（まつの かんえもん）
演 - 小日向文世
トキの祖父。

### 雨清水家の人々
雨清水傳（うしみず でん）
演 - 堤真一
松野家の親戚。松江藩の上級武士。
雨清水タエ（うしみず タエ）
演 - 北川景子
松野家の親戚。トキに礼儀作法や茶道などの教養を指導する。
雨清水三之丞（うしみず さんのじょう）
演 - 板垣李光人
雨清水家の三男。

### 松江の人々
山根銀二郎（やまね ぎんじろう）
演 - 寛一郎
トキのお見合い相手。
野津サワ（のづ サワ）
演 - 円井わん
トキの幼なじみ。
なみ
演 - さとうほなみ
遊女。
江藤（えとう）
演 - 佐野史郎
島根県知事。

### その他
錦織友一（にしこおり ゆういち）
演 - 吉沢亮
松江随一の秀才で、松江中学の英語教師。トキとヘブンの人生に大きな影響を与える。「大磐石」の異名を持つ。
西田千太郎がモデル。
イライザ・ベルズランド
演 - シャーロット・ケイト・フォックス
ヘブンの米国の勤め先の新聞社の同僚。ヘブンに日本行きを勧める。

## スタッフ
- 作 - ふじきみつ彦[2]
- 制作統括 - 橋爪國臣[2][4]
- プロデューサー - 田島彰洋、鈴木航[4]、田中陽児、川野秀昭[19]
- 演出 - 村橋直樹、泉並敬眞、松岡一史[4]
- 主題歌 - ハンバート ハンバート「笑ったり転んだり」[1]
- 制作 - NHK大阪[2]